# Nazionale maschile di beach soccer della Giamaica
La nazionale di beach soccer della Giamaica rappresenta la Giamaica nelle competizioni internazionali di beach soccer.

## Rosa
Aggiornata ad agosto 2015
| N. |                     | Ruolo | Calciatore        |
| -- | ------------------- | ----- | ----------------- |
| 1  | Giamaica (bandiera) | P     | Kirk Porter       |
| 2  | Giamaica (bandiera) | D     | Gerald Neil       |
| 3  | Giamaica (bandiera) | D     | Ryan Powell       |
| 4  | Giamaica (bandiera) | D     | Daemion Benjamin  |
| 5  | Giamaica (bandiera) | C     | Rohan Reid        |
| 6  | Giamaica (bandiera) | C     | André Reid        |
| 7  | Giamaica (bandiera) | A     | Jermaine Anderson |

| N. |                     | Ruolo | Calciatore      |
| -- | ------------------- | ----- | --------------- |
| 8  | Giamaica (bandiera) | C     | Kevin Wilson    |
| 9  | Giamaica (bandiera) | A     | Derrick Planter |
| 10 | Giamaica (bandiera) | A     | Phillip Peddie  |
| 11 | Giamaica (bandiera) | A     | Gregory Simpson |
| 12 | Giamaica (bandiera) | P     | Elvis Hart      |
| 13 | Giamaica (bandiera) | A     | Ovan Oakley     |

Allenatore: Andrew Francis Price